# Adam Strzembosz
Adam Justyn Strzembosz (ur. 11 września 1930 w Warszawie) – polski prawnik, sędzia, profesor nauk prawnych. Nauczyciel akademicki związany głównie z Katolickim Uniwersytetem Lubelskim. Wiceminister sprawiedliwości w rządzie Tadeusza Mazowieckiego (1989–1990), pierwszy prezes Sądu Najwyższego i z urzędu przewodniczący Trybunału Stanu (1990–1998), przewodniczący Krajowej Rady Sądownictwa (1994–1998). Kawaler Orderu Orła Białego.

## Życiorys

### Wczesne lata
Urodził się z ciąży trojaczej (wraz z Teresą – zm. 1970, i Tomaszem – zm. 2004) 11 września 1930 w Warszawie. Jego ojciec Adam był adwokatem i urzędnikiem państwowym, należał do Związku Ludowo-Narodowego. Jego matką była Zofia Strzembosz z domu Gadomska.
Wychował się w mieszkaniu przy ul. Mokotowskiej 19 w Warszawie. Wraz z rodzeństwem uczęszczał do szkoły powszechnej przy ul. 6 Sierpnia. Po wybuchu II wojny światowej kontynuował naukę w szkole przy ul. Romualda Traugutta, a następnie od 1943 kształcił się na tajnych kompletach.
Po wojnie działał w Związku Harcerstwa Polskiego (aż do jego rozwiązania w 1949). Za namową nauczyciela w klasie maturalnej zapisał się również do Związku Młodzieży Polskiej. W 1949 zdał maturę w Gimnazjum i Liceum Samorządowym w Falenicy.

### Studia i początki pracy zawodowej
Po egzaminie dojrzałości wraz z bratem przeprowadził się do Krakowa, gdzie rozpoczął studia prawnicze na Uniwersytecie Jagiellońskim. Pierwszy etap zakończył z wyróżnieniem i po trzech latach powrócił do stolicy. W 1953 uzyskał tytuł zawodowy magistra ze specjalnością w zakresie prawa międzynarodowego publicznego na Wydziale Prawa Uniwersytetu Warszawskiego.
Po studiach, otrzymawszy nakaz pracy, podjął zatrudnienie w centrali Zakładu Ubezpieczeń Społecznych w Warszawie. Początkowo pracował w Biurze Świadczeń Zagranicznych, a następnie w Wydziale Rent Wyjątkowych. Urzędnikiem ZUS był do 1956, kiedy to rozpoczął aplikację sądową.

### Praca w wymiarze sprawiedliwości do lat 80.
Aplikację sądową odbywał w Sądzie Wojewódzkim dla m.st. Warszawy. W 1958 zdał egzamin sędziowski i został mianowany asesorem Sądu Powiatowego dla Warszawy-Pragi, podejmując pracę w Wydziale Ksiąg Wieczystych. W styczniu 1961 otrzymał nominację na sędziego, przeniesiono go do nowo tworzonego Wydziału dla Nieletnich w tym samym sądzie.
W 1966 został sędzią Sądu Wojewódzkiego dla m.st. Warszawy, a także wizytatorem. Nominację otrzymał jednak dopiero dwa lata później, a opóźnienie wynikało z przyczyn światopoglądowych. W sądzie wojewódzkim zajmował się sprawami dotyczącymi osób nieletnich. Sprawował nadzór nad sądami niższego szczebla, a także kontrolował legalność pobytu podopiecznych w schroniskach i zakładach poprawczych.

### Działalność naukowa
W 1961 rozpoczął badania naukowe dotyczące nieletnich sprawców kradzieży na warszawskiej Pradze. Analizował m.in. ich sytuację społeczną, rozwój psychofizyczny oraz wcześniejsze konflikty z prawem. Prace prowadził pod nadzorem profesora Stanisława Batawii, kryminologa z Uniwersytetu Warszawskiego.
W 1969 na Uniwersytecie Warszawskim obronił pracę doktorską, wykorzystując przeprowadzone badania. W 1979 habilitował się w Polskiej Akademii Nauk. Za obie rozprawy będące podstawą otrzymania stopni naukowych otrzymał II nagrody w konkursie miesięcznika „Państwo i Prawo”.
W 1974 został oddelegowany do pracy w Instytucie Badań Prawa Sądowego działającym przy Ministerstwie Sprawiedliwości. Do jego zadań należało opracowywanie poszczególnych wątków orzecznictwa i tworzenie artykułów naukowych.
W marcu 1982 został nauczycielem akademickim na Katolickim Uniwersytecie Lubelskim – zaczynał jako adiunkt, po dwóch miesiącach przeszedł na stanowisko docenta. W 1986 został profesorem nadzwyczajnym. Na uczelni pozostawał do 1989, gdy objął stanowisko wiceministra. W 1998 powrócił do pracy dydaktycznej na KUL, gdzie w 2000 został powołany na stanowisko profesora zwyczajnego. Rozpoczął też nauczanie w Akademii Polonijnej w Częstochowie. Na Katolickim Uniwersytecie Lubelskim pracował do 2004, kiedy to zrezygnował z powodów zdrowotnych. Uzyskał status emerytowanego profesora tego uniwersytetu.

### Działalność opozycyjna
W 1980 zaangażował się w organizację niezależnych struktur związkowych w Ministerstwie Sprawiedliwości. W marcu na zebraniu Związku Zawodowego Pracowników Państwowych i Społecznych wystąpił publicznie z krytyką władz PRL w kwestiach społeczno-politycznych. W kolejnych miesiącach został wybrany do prezydium Komisji Koordynacyjnej NSZZ „Solidarność” i na przewodniczącego Komisji Zakładowej w ministerstwie, a na początku 1981 wszedł w skład zarządu Regionu Mazowsze.
Na początku lat 80. uczestniczył w pracach Centrum Obywatelskich Inicjatyw Ustawodawczych Solidarności. Odpowiadał za opracowanie reformy prawa o ustroju sądów powszechnych. Był również jednym z delegatów na I Krajowy Zjazd Delegatów NSZZ „Solidarność” w Gdańsku, gdzie został wybrany do Krajowej Komisji Rewizyjnej. Współtworzył tam Samorządną Rzeczpospolitą – przewodni program, w którym odpowiadał za fragment dotyczący sądownictwa.
W 1981, po wprowadzeniu stanu wojennego, dzięki immunitetowi sędziowskiemu uniknął internowania. Został jednak zwolniony z sądu wojewódzkiego, a kilka dni później z Instytutu Badań Prawa Sądowego. Pozostał w kontakcie z warszawskimi sędziami związanymi z „Solidarnością”, organizując spotkania poświęcone toczącym się procesom dotyczącym stanu wojennego. Ich głównym zadaniem było doprowadzenie do uniewinnień osób oskarżanych w sprawach politycznych.
Od 1988 brał udział w pracach przygotowawczych do obrad Okrągłego Stołu. Odpowiadał za opracowanie proponowanych zmian w prawie, w tym przede wszystkim w prawie karnym oraz dotyczących gwarancji niezawisłości sędziów i niezależności sądów. Ponadto od 1989 należał do Komitetu Obywatelskiego „Solidarność” przy Lechu Wałęsie. W samych obradach plenarnych Okrągłego Stołu nie wziął udziału, przewodniczył natomiast podzespołowi ds. reformy prawa i sądów oraz był członkiem podzespołu ds. reform politycznych. Od Bronisława Geremka otrzymał propozycję startu do Senatu w wyborach czerwcowych w 1989 Odmówił, będąc krytycznym wobec działań Komitetu Obywatelskiego. Uważał bowiem, że decyzje forsowane wówczas jako stanowisko opozycji podejmowane były w zbyt małym gronie i winny być konsultowane z większą liczbą osób.

### Wiceminister sprawiedliwości
Po wyborach parlamentarnych dostał propozycję objęcia stanowiska podsekretarza stanu w Ministerstwie Sprawiedliwości. Jego przełożonym miał zostać Aleksander Bentkowski z ZSL. Adam Strzembosz zgodził się, zaznaczając, że chce pełnić nadzór nad Departamentem Prawnym, Departamentem Nadzoru Sądowego i Komisją Reformy Prawa Karnego.
Za cel obrał szeroko pojętą reformę sądownictwa opartą na postanowieniach Okrągłego Stołu. Umożliwiła mu to ustawa z 20 grudnia 1989 zmieniająca ustawy regulujące ustrój organów wymiaru sprawiedliwości. Na jej podstawie dokonał m.in. zmian prezesów poszczególnych sądów.
W czerwcu 1990 ustąpił z zajmowanej funkcji w ministerstwie. Jako powód odejścia podał ograniczony wpływ na politykę resortu oraz brak możliwości przeprowadzenia dogłębnej wymiany kadrowej.

### Pierwszy prezes SN

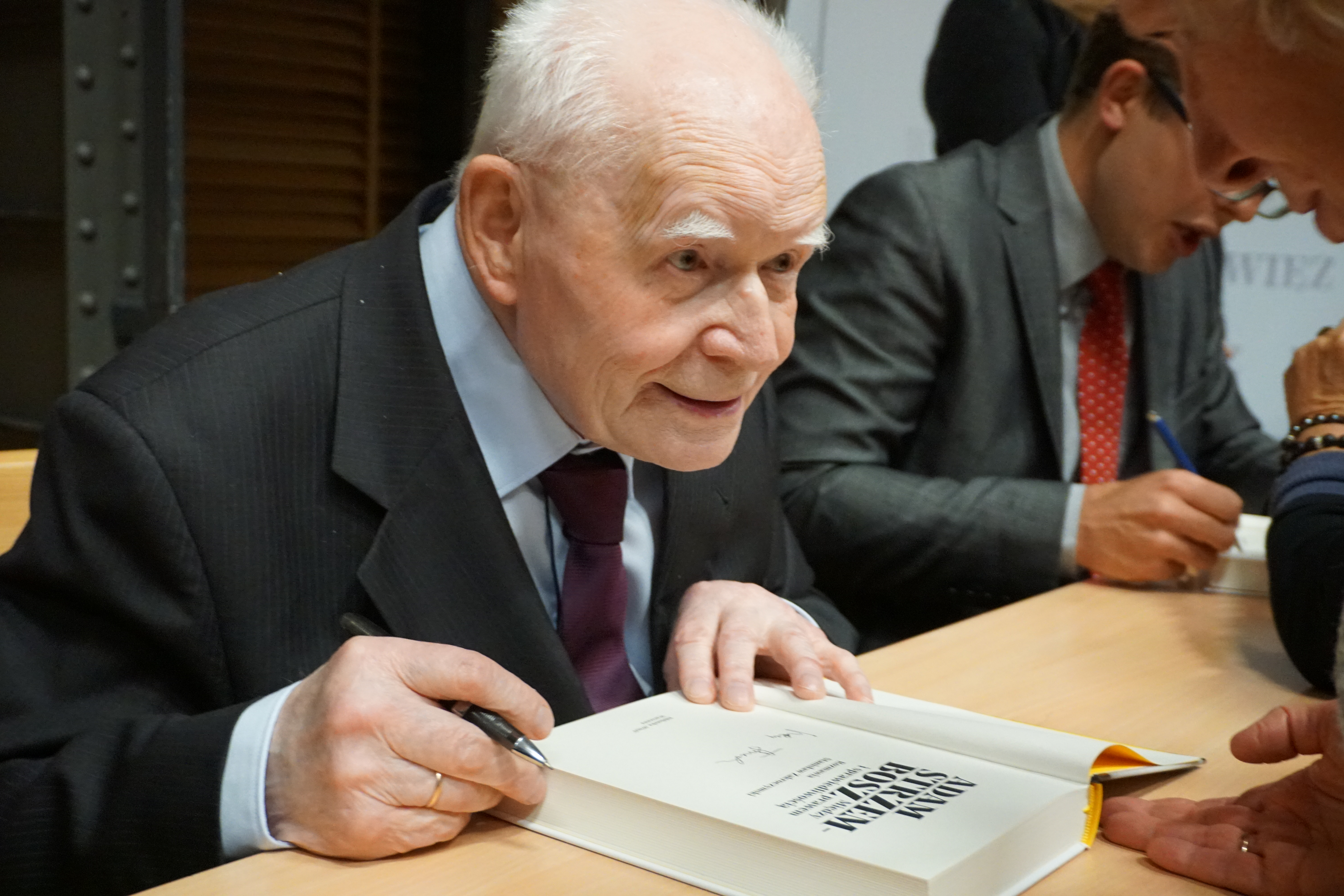
Adam Strzembosz na Uniwersytecie Warszawskim (2017)

Pod koniec czerwca 1990 został powołany na sędziego Sądu Najwyższego, a już 1 lipca 1990 na stanowisko pierwszego prezesa SN i z urzędu na przewodniczącego Trybunału Stanu. Dzień później w rozmowie z „Gazetą Wyborczą” mówił o celach, które chciałby zrealizować:

Myślę, że najważniejsze jest odbudowanie autorytetu Sądu Najwyższego. Autorytet ten bardzo podupadł w minionych latach. (...) Ostatnio doszła w Polsce do głosu idea oddzielenia władzy sądowniczej od ustawodawczej i wykonawczej. Idea ta jest już wcielana w życie. Na kierownictwo Sądu Najwyższego spada więc obowiązek reprezentowania władzy sądowniczej wobec innych władz.

Do jego głównych zadań należało także zorganizowanie pracy Sądu Najwyższego na nowo oraz reprezentowanie instytucji za granicą. Korzystał też z uprawnień rewizji nadzwyczajnej, wówczas funkcjonującego środka prawnego umożliwiającego wnoszenie rewizji od prawomocnych wyroków, co umożliwiło ponowne rozpatrzenie spraw zamkniętych w okresie PRL.
Na początku czerwca 1992, w związku z podjętą przez Sejm uchwałą lustracyjną, został poproszony przez ministra Antoniego Macierewicza o powołanie komisji nadzorującej ujawnianie nazwisk znajdujących się na tzw. liście Macierewicza. Zwrócił się do ówczesnego marszałka Sejmu Wiesława Chrzanowskiego o akceptację funkcji kontrolnych, jednak uzyskał ją po kilku tygodniach już po ujawnieniu listy.
Jako pierwszy prezes SN pisał comiesięczne felietony dla „Rzeczpospolitej”. Zainicjował również zmianę siedziby Sądu Najwyższego, mieszczącego się dotychczas w gmachu Sądu Wojewódzkiego przy ul. Solidarności. Podczas trwania jego kadencji rozpoczęto budowę nowego budynku przy pl. Krasińskich. Ostatniego dnia urzędowania mianował Bogusława Nizieńskiego na funkcję rzecznika interesu publicznego.
Od września 1990 do października 1998 z urzędu był członkiem Krajowej Rady Sądownictwa, której przewodniczył od 24 marca 1994 do 24 marca 1998.
Pełniąc funkcję pierwszego prezesa SN, w marcu 1995 zapowiedział start w wyborach prezydenckich. Jego kandydaturę jako pierwszy zgłosił Jarosław Kaczyński, po czym wycofał swoje poparcie. Kandydaturę tę poparły wówczas m.in. Porozumienie Centrum, Partia Konserwatywna, PSL-PL i Stronnictwo Ludowo-Chrześcijańskie. Adam Strzembosz swoją decyzję motywował m.in. przekonaniem, że ówczesnej prawicy przyda się jeden wspólny bezpartyjny kandydat, który połączy rozdrobnione ugrupowania. Początkowo jego kampanię finansowało głównie Porozumienie Centrum, które jednak już w czerwcu wycofało swoje poparcie, wystawiając Lecha Kaczyńskiego. We wrześniu Adam Strzembosz zrezygnował ze startu, popierając Hannę Gronkiewicz-Waltz.
W 1998 zakończył kadencję na stanowisku pierwszego prezesa Sądu Najwyższego, przeszedł wówczas w stan spoczynku.

### Działalność publiczna od 1998
W latach 2002–2004 zasiadał w Radzie Konsultacyjnej Centrum Monitoringu Wolności Prasy Stowarzyszenia Dziennikarzy Polskich. Powołany w skład rady programowej Fundacji Academia Iuris oraz rady patronackiej Instytutu Jagiellońskiego. W 2002 ukazała się na jego cześć księga jubileuszowa Ius et lex. Księga jubileuszowa ku czci profesora Adama Strzembosza.
Od 2015 w swoich wypowiedziach publicznych krytykował działania Prawa i Sprawiedliwości podczas kryzysu wokół Trybunału Konstytucyjnego. W 2017 występował podczas protestów przeciwko planowanym zmianom w sądownictwie. W tym samym roku w Wydawnictwie Więź ukazała się książka Między prawem i sprawiedliwością – wywiad rzeka Stanisława Zakroczymskiego z Adamem Strzemboszem. W 2020 określił Izbę Dyscyplinarną Sądu Najwyższego jako działającą bezprawnie, krytycznie ocenił też sytuację w Trybunale Konstytucyjnym oraz Krajowej Radzie Sądownictwa.

## Odznaczenia i wyróżnienia

### Ordery i odznaczenia

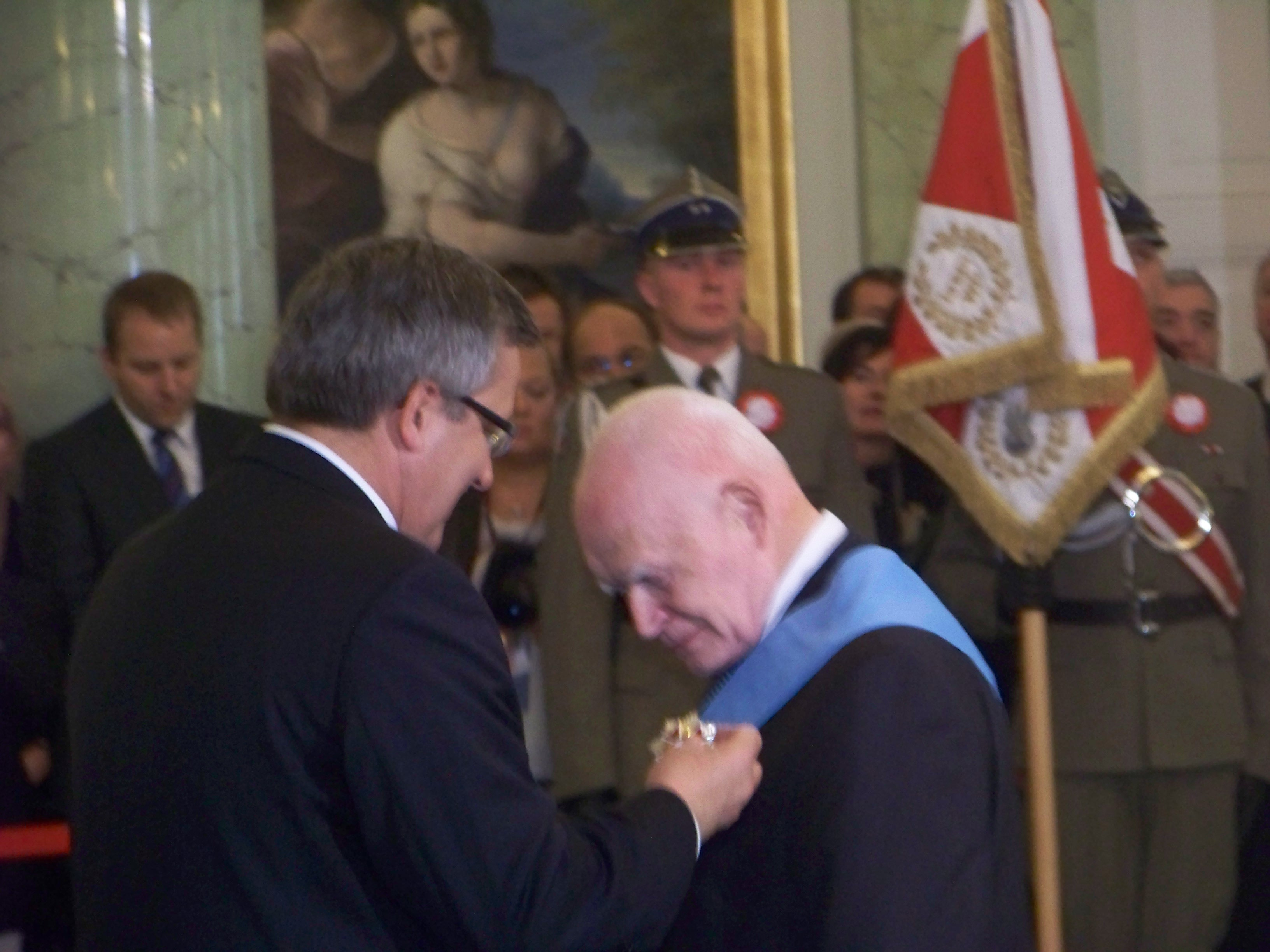
Adam Strzembosz (z prawej) w trakcie odznaczania Orderem Orła Białego w 2012

- 2012 – Order Orła Białego (postanowieniem prezydenta Bronisława Komorowskiego z 6 listopada 2012, w uznaniu znamienitych zasług dla Rzeczypospolitej Polskiej, a w szczególności dla przemian demokratycznych w Polsce, za obronę zasad praworządności, godności i niezależności sędziowskiej w czasach PRL-u, za tworzenie państwa prawa w wolnej Rzeczypospolitej Polskiej[71]; dekoracja 11 listopada[72])
- 2008 – Krzyż Wielki Orderu Odrodzenia Polski (postanowieniem prezydenta Lecha Kaczyńskiego z 17 października 2008, za wybitne zasługi dla Rzeczypospolitej Polskiej, a w szczególności dla przemian demokratycznych w Polsce, za działalność państwową i publiczną[73]; dekoracja 19 października[74])
- 1996 – Krzyż Wielki Orderu Zasługi RFN[75]
- 2010 – Order Świętego Grzegorza Wielkiego[76]
- 2010 – Srebrny Medal Pamiątkowy Ministra Sprawiedliwości[77]

### Nagrody i wyróżnienia
- 2007 – Medal Za Zasługi dla Katolickiego Uniwersytetu Lubelskiego[75]
- 2016 – tytuł honorowy obywatel Warszawy[78]
- 2017 – tytuł „Prawnik roku” w 1. edycji konkursu dziennika „Rzeczpospolita” pod tą nazwą[79]
- 2017 – Nagroda RPO im. Pawła Włodkowica[80]
- 2017 – Medal Świętego Jerzego[81]
- 2017 – Nagroda im. Prof. Zbigniewa Hołdy[82]
- 2018 – Nagroda „Pontifici” przyznawana przez warszawski Klub Inteligencji Katolickiej[83]
- 2021 – Wielka Odznaka Adwokatura Zasłużonym[84]
- 2024 – Medal „Plus ratio quam vis”[85]
- 2025 – Nagroda Główna Fundacji Służby Rzeczypospolitej[86]

## Publikacje
- Nieletni sprawcy kradzieży w środowisku wielkomiejskim, PWN, Warszawa 1971.
- Nowa ustawa o postępowaniu w sprawach nieletnich: próba komentarza, Wydawnictwo Prawnicze, Warszawa 1983.
- System sądowy środków ochrony dzieci i młodzieży przed niedostosowaniem społecznym, KUL, Lublin 1985.
- Sędziowie warszawscy w czasie próby 1981–1988 (współautor z Marią Stanowską), IPN, Warszawa 2005.
- Wiek XX we wspomnieniach Strzemboszów: rodowód, Acad, Józefów 2010.
- Między prawem i sprawiedliwością. Z Adamem Strzemboszem rozmawia Stanisław Zakroczymski, Wydawnictwo „Więź”, Warszawa 2017.